# Vjasna
Vjasna (v originále Праваабарончы цэнтр «Вясна») je největší a jedna z nejstarších lidskoprávních organizací v Bělorusku. Organizaci v roce 1996 založil a vedl aktivista Ales Bjaljacki, který spolu s ní v roce 2005 získal cenu Homo Homini od české nestátní neziskové organizace Člověk v tísni. Roku 2022 získal Nobelovu cenu za mír. Od roku 2023 je v Bělorusku vězněn. Soud mu za jeho občanské postoje a organizaci protestních shromáždění vyměřil trest 10 let vězení.
Po protestech v Bělorusku proti prezidentovi Alexandru Lukašenkovi, v rámci nichž běloruská demokratická opozice chtěla zabránit jeho šestému funkčnímu období v souvislosti s prezidentskými volbami v roce 2020, byli drženi ve vězení či vazbě čtyři členové organizace Marfa Rabkova, Andrej Čapjuk, Leanid Sudalenka a Taccjana Lasicová, kterým hrozí až 12 let odnětí svobody.